# Tunet IBK
Der Tunet Innebandyklubb (Tunet IBK oder einfach Tunet) ist einer der größten Unihockeyvereine Norwegens.

## Geschichte
Der Verein wurde am 13. Februar 1991 von der Familie Finstad gegründet, da zu jenem Zeitpunkt bereits alle Ortsnamen in der Umgebung von einem Unihockeyverein verwendet wurden, wurde er nach einem alten Baum der vor dem Haus stand benannt.
In den ersten Jahren startete der Verein nur mit Erwachsenenteams in die Saison, bis schließlich 1995 eine Junioren- und 1998 eine Juniorinnenmannschaft folgten.
Heutzutage tritt der Verein mit gut 20 Mannschaften an. In der Saison 2017/2018 gelang es Tunet als erster Unihockeyverein Norwegens in vier Kategorien in derselben Saison den norwegischen Meistertitel zu gewinnen, sowohl die Damen Elite, als auch die u17 und u15 Mädchen und die u15 Jungen waren Erfolgreich.

## Erfolge

### Damen
- 5 × Serienmeister (1995/1996, 1999/2000, 2008/2009, 2009/2010 und 2016/2017)
- 9 × Gold im NM-Finale (1994/1995, 1995/1996, 1999/2000, 2004/2005, 2005/2006, 2008/2009, 2009/2010, 2016/2017 und 2017/2018)
- 9 × Silber im NM-Finale (1997/1998, 1998/1999, 2000/2001, 2001/2002, 2002/2003, 2003/2004, 2007/2008, 2014/2015 und 2015/2016)
- 2 × Silber im EuroFloorball Cup (2013 und 2014)[3][4]

### Herren
- 3 × Serienmeister (1997/1998, 1998/1999 und 2009/2010)
- 4 × Gold im NM-Finale (1998/1999, 2001/2002 und 2009/2010)
- 3 × Silber im NM-Finale (1994/1995, 1995/1996 und 1996/1997)